# Simon Addo
Simon Addo, född 11 december 1974, är en ghanansk tidigare fotbollsmålvakt som tog OS-brons i herrfotbollsturneringen vid de olympiska sommarspelen 1992 i Barcelona. Han deltog även vid olympiska sommarspelen 1996 i Atlanta.
Addo spelade totalt 35 landskamper för Ghanas landslag mellan 1994 och 1998.